# Феаг (Платон)
«Феа́г» (дав.-гр. Θεάγης) — ранній діалог Платона, присвячений питанню що таке мудрість і яке її джерело. Існують дебати щодо справжнього авторства діалоги, аргументовані його суперечністю іншим творам Платона. Є думки, що його склали в Академії Платона з метою спростувати звинувачення проти Сократа. Дія діалогу відбувається близько 410—400 років до н. е.

## Зміст
Демодок, багатий землевласник, знайомить Сократа зі своїм сином Феагом. Феаг, заздрячи успіху своїх однолітків, навчених софістами, виявляє палке бажання набути мудрості. Його батько, непокоячись про оплату навчання в софістів, і що вони навчать Феага поганому, наполягає, щоб йому допоміг саме Сократ. Сократ розпитує Феага про те, якої саме мудрості йому не вистачає і він хотів би її навчитися.
Відбувається розмова про те, що мудрість — це глибоке знання своєї справи. Так, вправний візник є мудрим, оскільки добре керує кіньми. Сократ з Феагом розглядають різні ремесла і приходять до висновку, що дійсною мудрістю для Феага є вміння керувати іншими людьми. Тобто, юнак хоче навчитися як досягти влади. Сократ зауважує, що навіть тирани давнини радилися з мудрецями, отже мудрість є щось інше, крім вміння підкорювати народ. Співрозмовники повертаються до початку діалогу. Якби Феаг хотів навчитися верховій їзді, то звернувся б до візників, а не тиранів.
Сократ береться пояснити своє поняття даймона. Слідування даймону і є мудрістю. Далі він розповідає про даймона (демона, генія в різних перекладах) — голос богів, який йому іноді чується, вказуючи відступитися. Сократ описує чотири окремих випадки, коли він отримав такі застереження від богів, але його порад не послухалися, що привело до жахливих наслідків. Сократ також розповідає про вплив його даймона на його учнів, який зникає, коли ті його залишають, переслідуючи власні інтереси. Так сталося, наприклад, з Аристидом, який, спілкуючись з Сократом, досяг за короткий проміжок часу чимало успіхів, але після повернення з військових походів зізнався, що уникає спілкування з освіченими людьми, бо не бажає виглядати нікчемою, адже його здібності покинули його з того часу, як він перестав спілкуватися з Сократом.
Сократ іронізує, говорячи, що його мудрість натхнення даймоном, отже випадкова. Тож чи не повчитися Феагу в тих, хто черпає її з чогось іншого? Феаг говорить, що хоче спершу спробувати навчитися мудрості в Сократа. Демодок лишається задоволений вибором сина.

## Даймон Сократа
Як описує Платон, його учитель Сократ говорив у «Феазі» про даймона, слідування якому є мудрістю. Цей термін часто перекладається як «божественне начало», однак у греків на позначення цього поняття існувало інше слово θειος. Більш точний переклад даймона як «демон» має проблеми через асоціацію в пізнішій європейській культурі демонів зі злими безтілесними силами. У давніх греків же під демоном розумівся посередник між богами і людьми. Зустрічається переклад даймона як «геній» в значенні духа, що надихає і допомагає людині.
Суть даймона в діалозі полягає в тому, що він дає Сократу мудрість і поширює її на його учнів. Він наділяє силою здійснювати філософські роздуми.

## Вплив
Уривок діалогу (125e8-126a4) цитується Фрідріхом Ніцше у його праці «Жадання влади» у статті № 958: «У праці Платона „Феаг“ написано: Кожен з нас жадає, по можливості, господарювати над всіма людьми, а ще краще — над богами. Необхідно, щоб такі погляди повернулися.»